# 앙모키오역

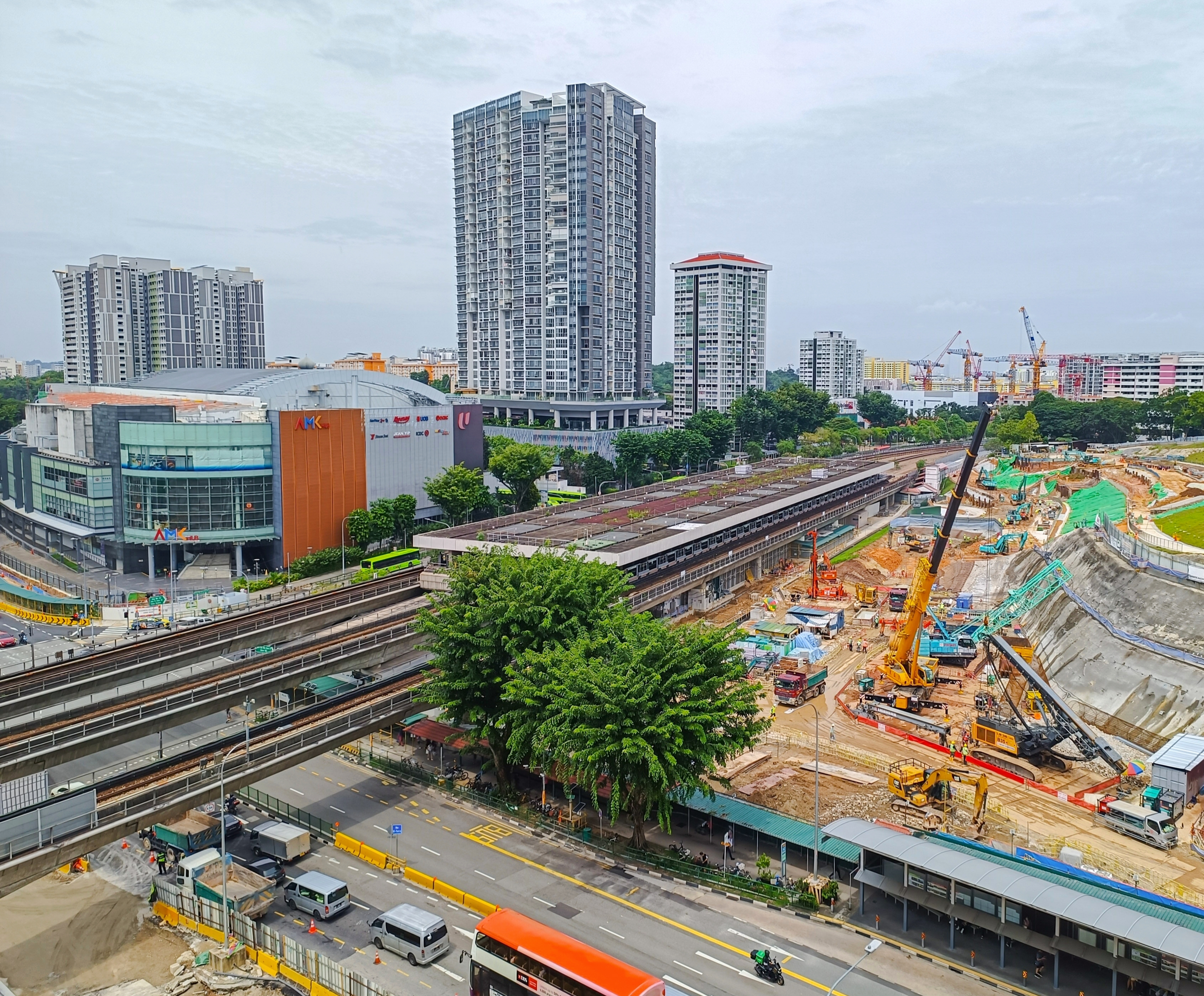

앙모키오역(Ang Mo Kio MRT station)은 싱가포르 앙모키오의 노스사우스선에 있는 지상 MRT(Mass Rapid Transit) 역이다.
앙모키오 애비뉴 3과 앙모키오 애비뉴 8의 교차점, 앙모키오 타운 가든 이스트 옆에 위치한 이 역은 지하 통로를 통해 AMK 허브, 앙모키오 버스 인터체인지, 앙모키오 타운 센터와 연결된다.
1987년 11월 7일에 개장한 앙모키오(Ang Mo Kio) 역은 싱가포르에서 가장 오래된 MRT 역을 구성하는 5개 역 중 하나이다. 이 역은 2030년 크로스아일랜드선 환승역이 된다.